# NCT
NCT (Hangul: 엔시티) – południowokoreański boysband stworzony przez SM Entertainment. Nazwa grupy jest skrótem od Neo Culture Technology, określeniem użytym przez Lee Soo-mana (założyciela wytwórni) do opisania jej systemu uwzględniającego nieskończoną liczbę członków podzielonych na liczne podgrupy znajdujących się w miastach z różnych części świata.
9 kwietnia 2016 roku zadebiutowała sześcioosobowa podgrupa NCT U, wydając single „The 7th Sense” i „Without You”. W lipcu 2016 roku zadebiutowała druga podgrupa NCT 127, umiejscowiona w Seulu, wydając minialbum NCT #127. Trzecia podgrupa, NCT Dream, zadebiutowała w sierpniu 2016 roku z cyfrowym singlem „Chewing Gum”. Czwarta podgrupa, WayV, zadebiutowała w styczniu 2019 roku. Wytwórnia zapowiedziała debiuty kolejnych jednostek w Japonii, Tajlandii, Wietnamie i Indonezji.
Z październikiem 2018 roku w skład grupy wchodziło 18 członków: Taeil, Johnny, Taeyong, Yuta, Kun, Doyoung, Ten, Jaehyun, Winwin, Jungwoo, Lucas, Mark, Renjun, Jeno, Haechan, Jaemin, Chenle i Jisung – w tym składzie zespół znany jest jako NCT 2018.
Nazwa ich oficjalnego fanklubu to NCTzen.

## Historia

### SM Rookies
Większość członków NCT była wcześniej częścią SM Rookies, założonej w 2013 grupy stażystów (ang. trainees) SM Entertainment przygotowujących się do debiutu w zespole lub solo. Pod tą nazwą wydawali materiały ukazujące ich talenty oraz pokazywali publiczności swoje życie codzienne pomiędzy treningami. W listopadzie 2015 wytwórnia ogłosiła powstanie aplikacji mobilnej SM Rookies Entertainment, w której gracze mogą przyjmować rolę producenta męskiej części grupy i zdobywać punkty poprzez branie udziału w ich przygotowaniu do debiutu (np. „meldowanie” się podczas ich treningu). W zamian fani otrzymywali dostęp do niepublikowanych zdjęć oraz informacji o trenujących.

### 2016: Powstanie NCT oraz debiuty NCT U, NCT 127 i NCT Dream
W styczniu 2016, Lee Soo-man przedstawił projekt na stworzenie męskiej grupy opierającej się na wielu podgrupach jednego zespołu bazujących na różnych miastach świata. Jego członkowie nie mieliby być przypisani do jednej podgrupy i mogliby dowolnie dołączać do kolejnych w zależności od konceptu i potrzeb danego cyklu promocyjnego. Nie istnieje także ich limit członków. Przyszłe plany wytwórni wymieniają region Azji Południowo-Wschodnią oraz Amerykę Południową za następne możliwe kierunki promocji.
Po przedstawieniu projektu wytwórnia opublikowała dwa teasery promujące NCT: „The Origin” oraz „Synchronization Of Your Dreams”. Trzeci teaser „The 7th Sense” został wydany 1 lutego.
4 kwietnia 2016 SM Entertainment ogłosiło debiut pierwszego unitu NCT – NCT U; jego członkami zostali Taeil, Taeyong, Doyoung, Ten, Jaehyun oraz Mark. Podgrupa wydała dwa single, „The 7th Sense” 9 kwietnia oraz „Without You” (w koreańskiej i chińskiej wersji) dzień później. NCT U została określona jako podgrupa symbolizująca jedność zespołu nieposiadająca stałego składu członków. Wraz z jej debiutem został otwarty kanał grupy na platformie streamingowej V-app.
Druga podgrupa, NCT 127, została ogłoszona 1 lipca tego samego roku; jej członkami są Taeil, Taeyong, Yuta, Jaehyun, Winwin, Mark i Haechan (znany wcześniej jako Donghyuck). Nazwa podgrupy nawiązuje do długości geograficznej Seulu i jej zadaniem jest stopniowe rozszerzanie swojego zasięgu od stolicy do pozostałych części świata. NCT 127 zadebiutowało 7 lipca w programie muzycznym M Countdown z później wydanymi na minialbumie NCT #127 piosenkami „Fire Truck” oraz b-trackiem „Once Again”. 29 lipca w ramach projektu SM Station podgrupa wydała singel „Taste The Feeling” współpracując z Coca-Colą.
18 sierpnia wytwórnia ogłosiła debiut podgrupy NCT Dream składającej się z najmłodszej na ten moment części NCT (Mark, Renjun, Jeno, Haechan, Jaemin, Chenle oraz Jisung). Renjun i Chenle nie byli wcześniej członkami SM Rookies. Ich singel „Chewing Gum” został wydany 24 sierpnia 2016 w koreańskiej i chińskiej wersji, dzień później podgrupa zadebiutowała w programie M Countdown.
6 grudnia pięciu członków NCT 127 (Taeyong, Yuta, Jaehyun, Winwin i Mark) w ramach współpracy z W Korea oraz Esteem wydali krótkie wideo taneczne do utworu „Good Thing!”. 20 grudnia na kanale wytwórni został opublikowany teledysk do „Switch”, piosenki z poprzedniego minialbumu NCT 127 we współpracy z SR15B. Teledysk był przed debiutem kilkukrotnie odtwarzany na spotkaniach z fanami, jednakże nigdy wcześniej nie został oficjalnie wydany.
Dwóch członków NCT, Taeil i Doyoung, razem z innymi wybranymi artystami SM Town wzięło udział w nagraniu „Sound Of Your Heart”, ostatniego utworu wydanego w 2016 w ramach SM Station. Teledysk do piosenki został opublikowany 30 grudnia.

### 2017: Promocje jednostek NCT 127 i NCT Dream
27 grudnia 2016 SM Entertainment ogłosiło powrót NCT 127 z drugim minialbumem Limitless. Do składu podgrupy z zeszłego cyklu promocyjnego dołączyli Doyoung oraz Johnny. Teledysk do tytułowego utworu został opublikowany 5 stycznia 2017 w dwóch wersjach: Rough i Performance. Tego samego dnia podgrupa rozpoczęła promocję w programie muzycznym M Countdown z „Limitless” oraz b-trackiem „Good Thing”, pełną wersją piosenki z wcześniejszego wideo tanecznego. Minialbum został oficjalnie wydany elektronicznie 6 stycznia i fizycznie 9 stycznia.
1 lutego 2017 został ogłoszony powrót podgrupy NCT Dream z single album The First. W tym cyklu promocyjnym nie uczestniczył Jaemin z powodów zdrowotnych. Na płycie znalazł się nowy utwór „My First And Last” w koreańskiej oraz chińskiej wersji, dwie wersje „Chewing Gum” oraz remake piosenki „Dunk Shot” oryginalnie wykonanej przez Lee Seung-hwana w 1993. Teledyski do „My First And Last” zostały opublikowane 8 lutego, a dzień później podgrupa wystąpiła w M Countdown. 14 lutego NCT Dream wygrało pierwsze miejsce w programie muzycznym The Show, rywalizując z NCT 127 oraz April. Jest to pierwsze zwycięstwo podgrupy NCT w programie muzycznym.
Członkowie NCT Dream zostali ogłoszeni oficjalnymi ambasadorami FIFA U-20 World Cup Korea i 15 marca wydali oficjalną piosenkę wydarzenia – „Trigger the Fever”.
23 marca wytwórnia opublikowała teaser do solowego utworu Tena „Dream in a Dream”, który został wydany 7 kwietnia w ramach drugiego sezonu SM Station. 8 maja została ogłoszona współpraca Taeyonga z producentem Hitchhikerem w nagraniu utworu „Around” wydanego później 12 maja także w ramach drugiego sezonu SM Station.
Powrót NCT 127 z trzecim minialbumem Cherry Bomb został ogłoszony 5 czerwca przez SM Entertainment. 14 czerwca został wydany teledysk do tytułowej piosenki oraz minialbum. Następnego dnia rozpoczęła się promocja płyty wraz z występem w M Countdown z „Cherry Bomb” oraz b-trackiem „0 Mile”. 22 czerwca piosenka wygrała pierwsze miejsce w M Countdown stanowiąc pierwsze zwycięstwo NCT 127 w programie muzycznym.
29 czerwca wytwórnia zapowiedziała współpracę Marka z Xiuminem, członkiem Exo, w utworze „Young & Free” wydanym 7 lipca. Nawiązując do ukazującego się na V-app programu Snowball Project Mark oraz solista Parc Jae-jung wydali piosenkę „Lemonade Love” 21 lipca. 5 sierpnia został wydany utwór Taeyonga i Yoo Young-jina „Cure”. Wszystkie trzy piosenki są częścią projektu SM Station. Taeil, Taeyong oraz Doyoung nagrali piosenkę „Stay In My Life” wydaną 7 sierpnia w ramach soundtracku do dramy Haggyo 2017.
Wytwórnia ogłosiła powrót NCT Dream z pierwszym minialbumem We Young 8 sierpnia. 17 sierpnia zostały wydane teledyski do wersji koreańskiej oraz chińskiej tytułowego utworu, a promocja płyty rozpoczęła się występem w M Countdown tego samego dnia z „We Young” oraz wcześniej wydanym „Trigger the Fever”.
13 października, w ramach SM Station, została wydana piosenka Doyounga oraz Sejeong (członkini Gugudan) – „Star Blossom.
W listopadzie NCT 127 rozpoczęło promocję w Japonii wydając 4 listopada japońską wersję piosenki „Limitless” wraz z teledyskiem. Odbyło się także spotkanie z fanami zapowiadające ciąg występów w tym kraju na wiosnę 2018.
24 listopada został wydany utwór Jaehyuna i d.ear „Try Again”, a 15 grudnia NCT Dream wydało piosenkę „Joy”, która jest medleyem znanych kolęd.

### 2018: NCT 2018,We Go Up,Regular-Irregular,Regulate
8 stycznia 2018 zapowiedzano wydanie piosenki „Timeless” przez trzech członków NCT U – Taeila, Doyounga i Jaehyuna, po prawie dwóch latach od ostatniej aktywności podgrupy. Piosenka była wcześniej przedstawiana podczas występów SM Rookies przed debiutem NCT. Teledysk do utworu został opublikowany 12 stycznia 2018 roku w ramach SM Station.
W styczniu SM Entertainment zapowiedziało wielki projekt na 2018 rok. Zapowiedzią projektu były wypuszczone 30 stycznia i 1 lutego dwa filmiki z serii „Yearbook”, na których przedstawiono cały zespół wraz z trzema najnowszymi członkami – Kunem, Jungwoo i Lucasem, którzy byli wcześniej członkami SM Rookies. W następnym tygodniu zostały opublikowane dwa kolejne teasery projektu.
13 lutego został zapowiedziany powrót NCT U z utworem „Boss”. W tym cyklu promocyjnym członkami podgrupy zostali Taeyong, Doyoung, Jaehyun, Winwin, Jungwoo, Lucas i Mark, a teledysk do piosenki został wydany 19 lutego. Teledysk był kręcony na Ukrainie. 27 lutego został wydany teledysk do „Baby Don't Stop”, utworu wykonywanego przez dwóch członków NCT U – Taeyonga i Tena. 5 marca został opublikowany teledysk NCT Dream do piosenki „Go”. Był to pierwszy powrót podgrupy, w którym wystąpił Jaemin po półtorarocznej przerwie. Następnie została ogłoszona data wydania pierwszego albumu NCT, zatytułowanego NCT 2018 Empathy. Album ukazał się 14 marca i tego samego dnia został opublikowany teledysk do piosenki NCT 127 „Touch”. Oprócz piosenek wydanych w ramach NCT 2018 na albumie znalazły się także m.in. utwory wcześniej wydane przez NCT U. 2 kwietnia został opublikowany teledysk do „Yestoday” NCT U. Tego samego dnia zapowiedziano drugą solową piosenkę Tena „New Heroes”, która została wydana 6 kwietnia w ramach SM Station.
19 kwietnia ukazał się teledysk do „Black on Black”, w którym wystąpiło wszystkich osiemnastu członków NCT; była to ostatnia piosenka wydana w ramach NCT 2018. W kwietniu NCT 127 kontynuowało promocję w Japonii występując w Fukuoce, Osace, Nagoi i Tokio z wcześniej wydanymi utworami koreańskimi, japońską wersją „Limitless” oraz oryginalną japońską piosenką „Chain”. W ten sposób zapowiedziany był japoński debiut podgrupy z minialbumem Chain, który został wydany 23 maja. Teledysk do tytułowego utworu został opublikowany 9 maja. 2 maja NCT zajęło pierwsze miejsce na liście wschodzących artystów w Stanach Zjednoczonych według Billboardu.
Z okazji spotkania Taeyonga i Tena z NCT U z fanami w Tajlandii 2 czerwca została wydana tajska wersja „Baby Don't Stop”, która następnie osiągnęła pierwsze miejsce na tajskim iTunes. 12 czerwca została ogłoszona współpraca Lucasa z Taeyeon z grupy Girls' Generation przy wykonywaniu piosenki „All Night Long” z nowego albumu piosenkarki, który został wydany 18 czerwca.
13 sierpnia SM Entertainment ogłosiło plany dotyczące wydań NCT w drugim półroczu 2018, w których zostały wymienione powroty NCT Dream i NCT 127 oraz debiut chińskiej podgrupy o roboczej nazwie NCT China.
16 sierpnia został ogłoszony powrót NCT Dream z drugim minialbumem We Go Up wydanym 3 września. Teledysk do tytułowego utworu został opublikowany 30 sierpnia, a następnego dnia podgrupa rozpoczęła promocję płyty występem w Music Bank z „We Go Up” oraz piosenką „1, 2, 3”. Był to ostatni powrót NCT Dream w pierwotnym składzie, gdyż Mark oficjalnie odszedł z podgrupy po zakończeniu promocji.
NCT 127 zostali wymienieni 30 sierpnia jako jedni z wykonawców, którzy brali udział w projekcie świętującym 60. urodziny Micheala Jacksona. W ramach projektu 21 lutego 2019 został wydany singel „Let's Shut Up and Dance” wykonywany również przez Jasona Derulo oraz członka Exo – Laya.
17 września SM Entertainment zapowiedziało powrót NCT 127 z pierwszym albumem podgrupy Regular-Irregular, który został wydany 12 października. Do istniejących dziewięciu członków NCT 127 dołączył Jungwoo. 9 października został opublikowany teledysk do tytułowej piosenki „Regular” w wersji angielskiej; tego samego dnia wystąpili w programie Jimmy Kimmel Live!. 12 października został wydany teledysk do koreańskiej wersji „Regular”.
Od 1 października członkowie NCT 127 brali udział w serii minidokumentów Up Next produkowanej przez Apple Music będąc pierwszą grupą K-popową w historii programu, w ramach którego wydali 21 października minialbum Up Next: Session NCT 127. Płyta zawiera angielską wersję „Cherry Bomb”, remiksy „Fire Truck” i „Regular” oraz utwór „What We Talkin' Bout” we współpracy z amerykańskim piosenkarzem Marteenem.
14 listopada wytwórnia zapowiedziała wydanie repackage'u pierwszego albumu NCT 127 pod nazwą Regulate. Teledysk do przewodniego utworu „Simon Says” został wydany 23 listopada wraz z cyfrową premierą albumu albumu. Tego samego dnia NCT 127 rozpoczęło promocję płyty występem w Music Bank. 29 listopada został wydany utwór „Coffee Break” Lucasa oraz szwedzkiego piosenkarza Jonaha Nilssona. 13 grudnia były to dwie piosenki z koreańskiego soundtracku serialu Trolle: Impreza trwa! – „Hair in the Air” Renjuna, Jeno, Jaemina i Yeri z Red Velvet oraz „Best Day Ever” Haechana, Chenle i Jisunga. 27 grudnia został wydany utwór „Candle Light” NCT Dream.

### 2019: Debiut WayV,Awaken,We Are Superhuman, We Boom
31 grudnia 2018 został ogłoszony debiut chińskiej podgrupy NCT o nazwie WayV. Jej członkami zostali Kun, Winwin, Ten, Lucas, Xiaojun, Hendery i Yangyang. Trzech najmłodszych członków unitu należało wcześniej do SM Rookies. WayV jest zarządzane przez Label V, chińską firmę współpracującą z SM Entertainment. Podgrupa zadebiutowała 17 stycznia 2019 utworem „Regular” (chińską wersją wcześniej wydanej piosenki NCT 127) z minialbumu The Vision. Na albumie znalazły się także utwory „Dream Launch”, do którego teledysk został wydany 21 stycznia, oraz „Come Back”, wcześniej wydane przez NCT 127.
26 oraz 27 stycznia w Seulu odbył się pierwszy koncert NCT 127, NEO CITY: SEOUL – The Origin. W koncercie nie brał udziału Winwin. 27 lutego została ogłoszona pierwsza światowa trasa koncertowa podgrupy, Neo City – The Origin obejmująca kraje Ameryki Północnej, Europy i Azji, która rozpoczęła się w kwietniu.
18 marca został opublikowany japoński utwór „Wakey Wakey”, singel promujący pierwszy japoński album NCT 127 Awaken, który został wydany miesiąc później 17 kwietnia. Tego dnia został też ogłoszony czwarty koreański minialbum podgrupy We Are Superhuman z utworem przewodnim „Superhuman” debiutującym 19 kwietnia w amerykańskich programach telewizyjnych Good Morning America oraz Strahan and Sara. Album wraz z teledyskiem zostały wydane 24 maja. W promocji obu wydań nie uczestniczył Winwin z powodu aktywności w WayV.
1 maja zostało zapowiedziane wydanie pierwszego minialbumu WayV – Take Off – premiera płyty i teledysku do tytułowej piosenki odbyła się 9 maja.
31 maja została ogłoszona współpraca NCT Dream z brytyjskim piosenkarzem Harveyem w ramach SM Station. Piosenka „Don't Need Your Love" została wydana 6 czerwca; w jej nagraniu nie brał udział Haechan z powodu aktywności w NCT 127. 18 lipca został wydany solowy utwór Taeyonga „Long Flight" również w ramach SM Station.
17 lipca wytwórnia ogłosiła powrót NCT Dream z minialbumem We Boom. Płyta ukazała się 29 lipca. Teledysk do głównej piosenki, pt. „Boom", został opublikowany 26 lipca w serwisie YouTube.
W sierpniu SM Entertainment potwierdziło przerwę w aktywności Jungwoo w grupie z powodów zdrowotnych. Taeyong, Ten, Lucas oraz Mark od debiutu 4 października są członkami SuperM, grupy złożonej z siedmiu członków grup należących do wytwórni. 22 października ogłoszono powrót WayV z minialbumem Take Over the Moon. Teledysk do głównej piosenki o tym samym tytule został opublikowany 29 października w serwisie YouTube, tego samego dnia ukazał się również cały minialbum. 5 listopada ukazał się teledysk do angielskiej wersji "Love Talk" z drugiego minialbumu podgrupy. 13 grudnia, w ramach SM Station, został wydany utwór „Coming Home” wykonywany przez Taeila, Doyounga, Jaehyuna i Haechana.

### 2020:Neo Zone, zmiany w NCT Dream,Awaken the Worldi NCT 2020
27 stycznia 2020 roku ukazał się teledysk do piosenki „Dreams Come True” NCT 127, a 6 marca został wydany ich drugi album studyjny Neo Zone, promowany przez singel „Kick It”. W promocji albumu uczestniczył ponownie Jungwoo, po półrocznej przerwie. 19 maja ukazał się repackage album pt. Neo Zone: The Final Round, z głównym singlem „Punch”.
29 kwietnia NCT Dream wydali swój czwarty minialbum Reload, wraz z głównym utworem „Ridin’”. W comebacku uczestniczyli Renjun, Jeno, Haechan, Jaemin, Chenle i Jisung. SM Entertainment ogłosiła również zmianę dotychczasowego systemu, według którego członkowie odchodzili z podgrupy po osiągnięciu przez nich koreańskiego wieku 20 lat (19 lat międzynarodowo). Wraz z Markiem siedmiu członków będzie prowadzić działania w formacie NCT U pod nazwą NCT Dream.
W maju trzy podgrupy NCT wzięły udział w serii koncertów online zorganizowanych wspólnie przez SM Entertainment oraz Naver – Beyond LIVE (poprzez usługę streamingu na żywo z wykorzystaniem technologii). Koncert WayV odbył się 3 maja, NCT Dream – 10 maja, a NCT 127 – 17 maja..
9 czerwca WayV wydali swój pierwszy pełny album Awaken the World, z główną piosenką „Turn Back Time”.
15 września NCT zapowiedzieli nowy projekt – NCT 2020, na wzór poprzedniego projektu NCT 2018. 20 września potwierdzono, że grupa wyda swój drugi album studyjny – NCT 2020 Resonance Pt. 1 12 października. W jego nagraniu wezmą udział cztery podgrupy, a także dwóch nowych członków – Shotaro i Sungchan, którzy mają dołączyć do przyszłej podgrupy NCT.
Pierwsza część albumu studyjnego, pt. NCT 2020 Resonance Pt. 1, ukazała się 12 października, a druga – 23 listopada.
30 listopada SM Entertainmnet zapowiedzało wydanie singla „RESONANCE”, będącego zwieńczeniem ich drugiego pełnego albumu. Ten utwór łączy w sobie piosenki „Make a Wish (Birthday Song)”, „90's Love”, „Work It” oraz „Raise the Roof” z drugiego pełnego albumu. W jego nagraniu uczestniczyli wszyscy 23 członkowie Projektu NCT 2020. Piosenka zostanie wydana 4 grudnia na różnych internetowych stronach muzycznych.

### 2021: Debiut nowej podgrupy
W wywiadzie z „Star News” 13 stycznia 2021 roku Sungchan ogłosił, że nowa podgrupa zadebiutuje w ciągu roku.
17 lutego NCT 127 wydali swój drugi japoński minialbum LOVEHOLIC. 10 marca ukazał się trzeci minialbum WayV – Kick Back.
6 maja ogłoszono, że SM Entertainment będzie współpracować z MGM Worldwide Television Group w celu rekrutacji mężczyzn w wieku od 13 do 25 lat z Ameryki, poprzez serię konkursów, w celu utworzenia podgrupy NCT z siedzibą w USA, zwanej NCT Hollywood.
10 maja miał swoją premierę pierwszy album studyjny NCT Dream Hot Sauce – pierwszy album nagrany w siedmioosobowym składzie od 2018 roku. Przedsprzedaż płyty przekroczyła 1,7 mln egzemplarzy.

## Członkowie
| Imię            | Data debiutu         | Kraj/Region       | Podgrupy | Podgrupy | Podgrupy | Podgrupy | Podgrupy  | Podgrupy | Uwagi                                                             |
| Imię            | Data debiutu         | Kraj/Region       | U        | 127      | Dream    | WayV     | DoJaeJung | Wish     | Uwagi                                                             |
| --------------- | -------------------- | ----------------- | -------- | -------- | -------- | -------- | --------- | -------- | ----------------------------------------------------------------- |
| Taeyong         | 9 kwietnia 2016      | Korea Południowa  | T        | T        |          |          |           |          | Lider NCT; lider NCT 127                                          |
| Doyoung         | 9 kwietnia 2016      | Korea Południowa  | T        | T        |          |          | T         |          |                                                                   |
| Ten             | 9 kwietnia 2016      | Tajlandia         | T        |          |          | T        |           |          |                                                                   |
| Jaehyun         | 9 kwietnia 2016      | Korea Południowa  | T        | T        |          |          | T         |          |                                                                   |
| Mark            | 9 kwietnia 2016      | Kanada            | T        | T        | T        |          |           |          | Lider NCT Dream                                                   |
| Yuta            | 7 lipca 2016         | Japonia           | T        | T        |          |          |           |          |                                                                   |
| Winwin          | 7 lipca 2016         | Chiny             | T        |          |          | T        |           |          |                                                                   |
| Haechan         | 7 lipca 2016         | Korea Południowa  | T        | T        | T        |          |           |          |                                                                   |
| Renjun          | 24 sierpnia 2016     | Chiny             | T        |          | T        |          |           |          |                                                                   |
| Jeno            | 24 sierpnia 2016     | Korea Południowa  | T        |          | T        |          |           |          |                                                                   |
| Jaemin          | 24 sierpnia 2016     | Korea Południowa  | T        |          | T        |          |           |          |                                                                   |
| Chenle          | 24 sierpnia 2016     | Chiny             | T        |          | T        |          |           |          |                                                                   |
| Jisung          | 24 sierpnia 2016     | Korea Południowa  | T        |          | T        |          |           |          |                                                                   |
| Johnny          | 6 stycznia 2017      | Stany Zjednoczone | T        | T        |          |          |           |          |                                                                   |
| Jungwoo         | 18 lutego 2018       | Korea Południowa  | T        | T        |          |          | T         |          |                                                                   |
| Kun             | 14 marca 2018        | Chiny             | T        |          |          | T        |           |          | Lider WayV                                                        |
| Xiaojun         | 17 stycznia 2019     | Chiny             | T        |          |          | T        |           |          |                                                                   |
| Hendery         | 17 stycznia 2019     | Makau             | T        |          |          | T        |           |          |                                                                   |
| Yangyang        | 17 stycznia 2019     | Tajwan            | T        |          |          | T        |           |          |                                                                   |
| Sion            | 21 lutego 2024       | Korea Południowa  |          |          |          |          |           | T        | Lider NCT Wish                                                    |
| Riku            | 21 lutego 2024       | Japonia           |          |          |          |          |           | T        |                                                                   |
| Yushi           | 21 lutego 2024       | Japonia           |          |          |          |          |           | T        |                                                                   |
| Jaehee          | 21 lutego 2024       | Korea Południowa  |          |          |          |          |           | T        |                                                                   |
| Ryo             | 21 lutego 2024       | Japonia           |          |          |          |          |           | T        |                                                                   |
| Sakuya          | 21 lutego 2024       | Japonia           |          |          |          |          |           | T        |                                                                   |
| Byli Członkowie |                      |                   |          |          |          |          |           |          |                                                                   |
| Imię            | Data debiutu         | Kraj/Region       | Podgrupy | Podgrupy | Podgrupy | Podgrupy | Podgrupy  | Podgrupy | Uwagi                                                             |
| Imię            | Data debiutu         | Kraj/Region       | U        | 127      | Dream    | WayV     | DoJaeJung | Wish     | Uwagi                                                             |
| Lucas           | 18 lutego 2018       | Hongkong          | T        |          |          | T        |           |          | Rozpoczął przerwę w sierpniu 2021 roku; odszedł 10 maja 2023 roku |
| Shotaro         | 12 października 2020 | Japonia           | T        |          |          |          |           |          | Odeszli 24 maja 2023 roku                                         |
| Sungchan        | 12 października 2020 | Korea Południowa  | T        |          |          |          |           |          | Odeszli 24 maja 2023 roku                                         |
| Taeil           | 9 kwietnia 2016      | Korea Południowa  | T        | T        |          |          |           |          | Odszedł 28 sierpnia 2024                                          |

### Podgrupy
- NCT U – skład zmienia się w zależności od konceptu.
- NCT 127 – Johnny, Taeyong, Yuta, Doyoung, Jaehyun, Jungwoo, Mark, Winwin i Haechan
- NCT Dream – Mark, Renjun, Jeno, Haechan, Jaemin, Chenle i Jisung.
- WayV – Kun, Ten, Winwin, Xiaojun, Hendery i Yangyang.
- NCT DoJaeJung – Doyoung, Jaehyun, Jungwoo
- NCT Wish – Sion, Riku, Yushi, Jungmin, Daeyoung, Ryo, Sakuya

## Dyskografia

### Albumy studyjne
NCT
- NCT 2018 Empathy (2018)
- NCT 2020 Resonance Pt. 1 (2020)
- NCT 2020 Resonance Pt. 2 (2020)
- Universe (2021)
- Golden Age (2023)

NCT 127
- Regular-Irregular (2018)
- Regulate (2018, repackage Regular-Irregular)
- Awaken (2019, album japoński)
- Neo Zone (2020)
- Neo Zone: The Final Round (2020, repackage Neo Zone)
- Sticker (2021)
- Favorite (2021, repackage Sticker)
- 2 Baddies (2022)
- Ay-Yo (2023, repackage 2 Baddies)
- Fact Check (2023)

WayV
- Awaken the World (2020)

NCT Dream
- Hot Sauce (2021)
- Hello Future (2021, repackage Hot Sauce)
- Glitch Mode (2022)
- Beatbox (2022, repackage Glitch Mode)
- ISTJ (2023)

### Minialbumy
NCT 127
- NCT #127 (2016)
- Limitless (2017)
- Cherry Bomb (2017)
- Chain (2018, japoński album)
- Up Next: Session NCT 127 (2018)
- We Are Superhuman (2019)
- Loveholic (2021, japoński album)

NCT Dream
- We Young (2017)
- We Go Up (2018)
- We Boom (2019)
- The Dream (2020, japoński album)
- Reload (2020)
- Candy (2022)

WayV
- Take Off (2019)
- Take Over the Moon (2019)
- Take Over the Moon – Sequel (2020, repackage Take Over the Moon)
- Kick Back (2021)
- Phantom (2022)

NCT DoJaeJung
- Perfume (2023)

### Albumy singlowe
NCT Dream
- The First (2017)

WayV
- The Vision (2019)

### Single
| Rok       | Tytuł                | Skład                                                                          | Album                 | Uwagi                                        |
| NCT U     | NCT U                | NCT U                                                                          | NCT U                 | NCT U                                        |
| --------- | -------------------- | ------------------------------------------------------------------------------ | --------------------- | -------------------------------------------- |
| 2016      | „The 7th Sense”      | Taeyong, Doyoung, Ten, Jaehyun, Mark                                           | –                     |                                              |
| 2016      | „Without You”        | Taeil, Doyoung, Jaehyun (wer. koreańska) oraz Kun (wer. chińska)               | –                     |                                              |
| 2018      | „Timeless”           | Taeil, Doyoung, Jaehyun                                                        | –                     | utwór wydany w ramach SM Station             |
| 2018      | „Boss”               | Taeyong, Doyoung, Jaehyun, Winwin, Jungwoo, Lucas, Mark                        | NCT 2018 Empathy      |                                              |
| 2018      | „Baby Don't Stop”    | Taeyong, Ten                                                                   | NCT 2018 Empathy      |                                              |
| 2018      | „Yestoday”           | Taeyong, Doyoung, Lucas, Mark                                                  | NCT 2018 Empathy      |                                              |
| NCT 127   |                      |                                                                                |                       |                                              |
| 2016      | „Fire Truck”         | Taeil, Taeyong, Yuta, Jaehyun, Winwin, Mark, Haechan                           | NCT #127              | singel promujący NCT #127                    |
| 2016      | „Taste The Feeling”  | Taeil, Yuta, Jaehyun, Haechan                                                  | SM Station Season 1   | utwór wydany w ramach SM Station             |
| 2017      | „Limitless”          | Taeil, Johnny, Taeyong, Yuta, Doyoung, Jaehyun, Winwin, Mark, Haechan          | Limitless             | singel promujący Limitless                   |
| 2017      | „Cherry Bomb”        | Taeil, Johnny, Taeyong, Yuta, Doyoung, Jaehyun, Winwin, Mark, Haechan          | Cherry Bomb           | singel promujący Cherry Bomb                 |
| 2018      | „Touch”              | Taeil, Johnny, Taeyong, Yuta, Doyoung, Jaehyun, Winwin, Mark, Haechan          | NCT 2018 Empathy      |                                              |
| 2018      | „Chain”              | Taeil, Johnny, Taeyong, Yuta, Doyoung, Jaehyun, Winwin, Mark, Haechan          | Chain                 | singel promujący Chain                       |
| 2018      | „Regular”            | Taeil, Johnny, Taeyong, Yuta, Doyoung, Jaehyun, Winwin, Jungwoo, Mark, Haechan | Regular-Irregular     | singel promujący Regular-Irregular           |
| 2018      | „Simon Says”         | Taeil, Johnny, Taeyong, Yuta, Doyoung, Jaehyun, Winwin, Jungwoo, Mark, Haechan | Regulate              | singel promujący Regulate                    |
| 2019      | „Wakey-Wakey"        | Taeil, Johnny, Taeyong, Yuta, Doyoung, Jaehyun, Jungwoo, Mark, Haechan         | Awaken                | singel promujący Awaken                      |
| 2019      | „Superhuman"         | Taeil, Johnny, Taeyong, Yuta, Doyoung, Jaehyun, Jungwoo, Mark, Haechan         | We Are Superhuman     | singel promujący We Are Superhuman           |
| 2019      | „Highway to Heaven"  | Taeil, Johnny, Taeyong, Yuta, Doyoung, Jaehyun, Jungwoo, Mark, Haechan         | We Are Superhuman     | wersja anglojęzyczna wydana jako singel      |
| NCT Dream |                      |                                                                                |                       |                                              |
| 2016      | „Chewing Gum”        | Mark, Renjun, Jeno, Haechan, Jaemin, Chenle, Jisung                            | The First             |                                              |
| 2017      | „My First And Last”  | Mark, Renjun, Jeno, Haechan, Chenle, Jisung                                    | The First             | singel promujący The First                   |
| 2017      | „Trigger the Fever”  | Mark, Renjun, Jeno, Haechan, Chenle, Jisung                                    | We Young              | oficjalna piosenka FIFA U-20 World Cup Korea |
| 2017      | „We Young”           | Mark, Renjun, Jeno, Haechan, Chenle, Jisung                                    | We Young              | singel promujący We Young                    |
| 2017      | „Joy”                | Mark, Renjun, Jeno, Haechan, Chenle, Jisung                                    | S.M. Station Season 2 | utwór wydany w ramach SM Station             |
| 2018      | „Go”                 | Mark, Renjun, Jeno, Haechan, Jaemin, Chenle, Jisung                            | NCT 2018 Empathy      |                                              |
| 2018      | „We Go Up”           | Mark, Renjun, Jeno, Haechan, Jaemin, Chenle, Jisung                            | We Go Up              | singel promujący We Go Up                    |
| 2019      | „Boom”               | Renjun, Jeno, Haechan, Jaemin, Chenle, Jisung                                  | We Boom               | singel promujący We Boom                     |
| 2020      | „Ridin”              | Renjun, Jeno, Haechan, Jaemin, Chenle, Jisung                                  | Reload                | singel promujący Reload                      |
| WayV      |                      |                                                                                |                       |                                              |
| 2019      | „Regular”            | Kun, Ten, Winwin, Lucas, Xiaojun, Hendery, Yangyang                            | The Vision            | singel promujący The Vision                  |
| 2019      | „Take Off”           | Kun, Ten, Winwin, Lucas, Xiaojun, Hendery, Yangyang                            | Take Off              | singel promujący Take Off                    |
| 2019      | „Take Over the Moon” | Kun, Ten, Winwin, Lucas, Xiaojun, Hendery, Yangyang                            | Take Over the Moon    | singel promujący Take Over the Moon          |

### Soundtracki
| Rok  | Tytuł                      | Wykonawca                                 | Album                                 |
| ---- | -------------------------- | ----------------------------------------- | ------------------------------------- |
| 2016 | „Cool”                     | Doyoung, Key (Shinee)                     | 38 Revenue Collection Unit OST Part 2 |
| 2016 | „Going Through Your Heart” | Mark, Henry (Super Junior-M)              | Urijib-e saneun namja OST Part 2      |
| 2017 | „Stay In My Life”          | Taeil, Taeyong, Doyoung                   | Haggyo 2017 OST Part 4                |
| 2018 | „Radio Romance”            | Taeil, Doyoung                            | Radio Romance OST Part 1              |
| 2018 | „Hard For Me”              | Doyoung                                   | Rich Man OST Part 5                   |
| 2018 | „New Dream”                | Taeil, Jaehyun                            | Dokgo Rewind OST                      |
| 2018 | „Dream Me”                 | Mark, Joy (Red Velvet)                    | Oneul-ui tamjeong OST Part 6          |
| 2018 | „Hair in the Air”          | Renjun, Jeno, Jaemin, Yeri (z Red Velvet) | Trolls: The Beat Goes On!             |
| 2018 | „Best Day Ever”            | Haechan, Chenle, Jisung                   | Trolls: The Beat Goes On!             |
| 2022 | "Starlight"                | Taeil                                     | Twenty-Five Twenty-One OST Part 1     |

## Filmografia

### NCT Life
Jest to seria kilkuodcinkowych reality show, w których najczęściej członkowie zwiedzają obce im miasto przewodnie lub wykonują misje zgodne z tematyką danego sezonu. Poza główną serią NCT Life wydawane są także krótkie widea z serii NCT Life Mini, które pokazują urywki z życia codziennego NCT podczas cykli promocyjnych. Obie serie są wydawane na platformie streamingowej V-app, a następnie publikowane na kanale YouTube SM Entertainment.
| Rok  | Tytuł                              | Członkowie                                                                                                | Liczba odcinków     | Adnotacje                                            |
| ---- | ---------------------------------- | --- | ------------------- | ---------------------------------------------------- |
| 2016 | NCT Life in Bangkok                | Taeil, Johnny, Taeyong, Yuta, Doyoung, Ten, Jaehyun, Mark, Jeno, Haechan (jako Donghyuck), Jaemin, Jisung | 6                   | występuje także Hansol z NewKidd                     |
| 2016 | NCT Life in Seoul                  | Taeyong, Yuta, Kun, Doyoung, Jaehyun, Winwin                                                              | 7                   |                                                      |
| 2016 | NCT Life: Team Building Activities | Taeil, Taeyong, Yuta, Jaehyun, Winwin, Mark, Haechan                                                      | 6 + odcinek 0       |                                                      |
| 2016 | NCT Life: Korean Cuisine Challenge | Taeil, Taeyong, Yuta, Doyoung, Ten, Jaehyun, Winwin                                                       | 6                   |                                                      |
| 2017 | NCT Life: Entertainment Retreat    | Renjun, Jeno, Chenle, Jisung                                                                              | 6                   | prowadzone przez Leeteuka i Shindonga z Super Junior |
| 2017 | NCT Life in Chiang Mai             | Johnny, Taeyong, Doyoung, Ten, Jaehyun                                                                    | 6                   |                                                      |
| 2017 | NCT Life in Osaka                  | Taeil, Taeyong, Yuta, Doyoung, Winwin                                                                     | 7 (21 miniodcinków) | emitowany przez aplikację Oksusu                     |
| 2018 | Hot & Young Seoul Tour             | Johnny, Yuta, Kun, Winwin, Lucas, Mark                                                                    | 12                  | współpraca z miastem Seul                            |
| 2020 | NCT Life: Chuncheon & Hongcheon    | Taeil, Johnny, Yuta, Doyoung, Jaehyun, Haechan                                                            | 18                  |                                                      |